# Aktion T4
Aktion T4 es el nombre que se le dio a un programa secreto de exterminio de los enfermos mentales y las personas con discapacidad, encubierto bajo el término «eutanasia», que tuvo lugar en la Alemania nazi. El nombre T4 viene de la dirección del centro de operaciones de la organización que ejecutaba estos planes, instalado en Berlín a comienzos de 1940 en la Tiergartenstraße 4 (calle del Jardín Zoológico, número 4). Según Ian Kershaw, con el programa Aktion T-4 «el régimen había pasado a la actividad criminal directa».
Los asesinatos tuvieron lugar de septiembre de 1939 hasta el final de la guerra en 1945; entre 275.000 y 300.000 personas fueron asesinadas en hospitales psiquiátricos en Alemania, Austria, la Polonia ocupada y el protectorado de Bohemia y Moravia. El número de víctimas fue registrado en un principio como de 70.273 pero esta cifra ha sido aumentada por el descubrimiento de víctimas listadas en los archivos de la antigua Alemania Oriental. La mitad de los asesinados fueron tomados de hospicios religiosos. La Santa Sede anunció el 2 de diciembre de 1940 que la política era contraria a la ley natural y a la ley divina y que "el asesinato directo de una persona inocente por defectos mentales o físicos no está permitido". En el verano de 1941 tuvieron lugar protestas en Alemania lideradas por el obispo católico de Münster, Clemens von Galen, cuya intervención llevó a "el movimiento de protesta más fuerte, más explícito y más extendido contra cualquier política desde el comienzo del Tercer Reich", según Richard J. Evans.
Se dieron varias razones para estos asesinatos, incluyendo la eugenesia, la higiene racial y el ahorro de dinero. Los médicos de los hospicios de Alemania y Austria continuaron con las prácticas de la Aktion T4 hasta la derrota de Alemania en 1945, a pesar del cese oficial de esta medida en agosto de 1941. La continuación informal de esta política produjo 93.521 víctimas hasta finales de 1941.
La tecnología desarrollada bajo la Aktion T4 estaba a cargo de la división médica del ministerio del Interior del Tercer Reich. Se usó gas letal para matar a gran número de personas. Personal de la Aktion T4 participó en la Operación Reinhard para el exterminio de los judíos. La cifra de asesinados fue de unos 200.000 en Alemania y Austria y unos 100.000 en otros países europeos.
El programa  se realizó en seis centros situados en Alemania y en la Austria anexionada: Grafeneck (Baden-Wurtemberg), Brandeburgo, Bernburg (Sajonia-Anhalt), Hartheim (Austria), Sonnenstein (cerca de Pirna, Sajonia) y Hadamar (cerca de Limburgo, Hesse).
Bajo este programa algunos médicos alemanes estaban autorizados a seleccionar pacientes "considerados enfermos incurables, tras un examen médico crítico" y consecuentemente a administrarles una "muerte misericordiosa" (Gnadentod). En octubre de 1939 Adolf Hitler firmó un decreto fechado el 1 de septiembre de 1939 que autorizaba al Reichsleiter Philipp Bouhler, jefe de su Cancillería, y a Karl Brandt, médico personal de Hitler, a llevar a cabo los asesinatos.

## Antecedentes

### La difusión de las ideas eugenésicas y de «higiene racial»
El 1883 Francis Galton acuñó el término "eugenesia" para designar las prácticas encaminadas a aumentar la calidad genética de la especie humana. Galton pretendía basarse en las teorías de su pariente, Charles Darwin, para proponer que el fomento de la descendencia de las «cepas o razas superiores» lograría producir «hombres de una alta clase», sin taras genéticas.
El psiquiatra suizo Alfred Ploetz acuñó en 1895 el término "higiene racial" y propuso alternativas para frenar el crecimiento demográfico, entre las cuales se encontraba la «eutanasia». En 1904 se fundó la Sociedad Alemana de Higiene Racial, con August Weisman como presidente honorario, que proponía que se hiciera un examen a los recién nacidos y un examen médico para contraer matrimonio. En 1904 los psiquiatras Alfred Ploetz y Ernst Rüdin fundaron la «Revista de Razas y Biología Social», la primera publicación sobre eugenesia del mundo. En 1923 había más de 40 cursos de higiene racial en las universidades alemanas. En 1927 se creó el Instituto de Antropología, Herencia Humana y Eugenesia Kaiser Wilhelm, que estuvo dirigido por Ploetz primero y luego por Fritz Lenz.
A principios del siglo XX, la esterilización de personas que portaban lo que se consideraba defectos hereditarios y, en algunos casos, de aquellos que exhibían lo que se consideraba un comportamiento "antisocial" hereditario, era un campo respetable de la medicina. Canadá, Dinamarca, Suiza y EE. UU. habían aprobado leyes que permitían la esterilización forzada. Los estudios realizados en la década de 1920 clasificaron a Alemania como un país inusualmente reacio a introducir legislación de esterilización.
El eugenesista Madison Grant escribió «La caída de la gran raza» en 1916. Hitler conoció el libro y le escribió una carta de admiración. En su libro «Mi lucha» (1924), Hitler escribió que un día la higiene racial "aparecerá como un hecho más grande que las guerras más victoriosas de nuestra era burguesa actual".
En 1920 el abogado Karl Binding y el psiquiatra forense Alfred Hoche publicaron un pequeño libro en el que abogaban por la eliminación de las personas que llevaban una «vida indigna de la vida» (Vernichtung lebensunwerten Lebens), que incluía a los enfermos incurables y a las personas con déficit cognitivo, argumentando, además de las razones de «higiene racial», que constituían una «existencia lastre» (Ballastexistenzen) para la comunidad debido al alto coste que suponía cuidarlos y al gran número de camas de hospitales que ocupaban. El darwinismo fue interpretado por Binding y Hoche como una justificación de la demanda de genes «beneficiosos» y la erradicación de los «dañinos». Robert Lifton escribió: «El argumento fue que los mejores hombres jóvenes murieron en la guerra, causando una pérdida para el pueblo de los mejores genes. Los genes de aquellos que no lucharon (los peores genes) luego proliferaron libremente, acelerando la degeneración biológica y cultural».
La defensa de la eugenesia en Alemania ganó terreno después de 1930, cuando la Gran Depresión se utilizó para excusar los recortes en la financiación de los hospitales psiquiátricos estatales, creando miseria y hacinamiento.

### La Alemania nazi: de la esterilización forzosa al exterminio de los discapacitados
Hacia mediados de la década de 1920, como muy tarde, Adolf Hitler ya había adoptado los postulados de los eugenistas radicales y como ellos había llegado a la conclusión de que había que eliminar a los «degenerados» para preservar la «salud racial» y la eficacia militar de Alemania. En el discurso pronunciado en 1929 durante la concentración anual del Partido Nacionalsocialista Obrero Alemán (NSDAP) en Núremberg, Hitler se refirió a cómo había que tratar a los más débiles «para el futuro mantenimiento de nuestra fuerza étnica (Volkskraft), de toda nuestra nacionalidad étnica (unseres Volkstums), en realidad»: «Si Alemania tuviera un millón de niños cada año y eliminara (beseitigen) a 700.000 u 800.000 de los más débiles, entonces tal vez el resultado final sería de veras un aumento de la fortaleza de Alemania. […] [En cambio] como consecuencia de nuestro humanitarismo sentimental moderno, intentamos mantener a los débiles a expensas de los sanos».
El 14 de julio de 1933, solo cinco meses y medio después de la llegada al poder de los nazis, se aprobó la  Ley para la prevención de la descendencia de las personas con enfermedades hereditarias que establecía la esterilización forzosa de los portadores de taras hereditarias, incluida la poco precisa «debilidad mental moral». La ley estaba basada en un proyecto de ley de esterilización voluntaria redactado por los funcionarios de salud de Prusia en 1932. La nueva ley nazi fue también obra de Falk Ruttke, abogado, Arthur Gütt, médico y director de asuntos de salud pública, y Ernst Rüdin, psiquiatra y uno de los primeros líderes del movimiento de «higiene racial» en Alemania. Estaban sujetos a la ley los hombres y las mujeres que «sufrían» de alguna de las nueve afecciones supuestamente hereditarias: debilidad mental, esquizofrenia, trastorno maniaco depresivo, epilepsia genética, corea de Huntington (una forma mortal de demencia), ceguera genética, sordera genética, deformidad física severa y alcoholismo crónico. La ley fue administrada por el ministerio del Interior bajo Wilhelm Frick a través de Tribunales Especiales de Salud Hereditaria (Erbgesundheitsgerichte), que examinaron a los internos de hogares de ancianos, asilos, cárceles, hogares de ancianos y escuelas especiales, para seleccionar aquellos que se esterilizarían. Se estima que 360.000 personas fueron esterilizadas bajo esta ley entre 1933 y 1939. La política y la agenda de investigación de higiene racial y eugenesia fueron promovidas por Emil Kraepelin.

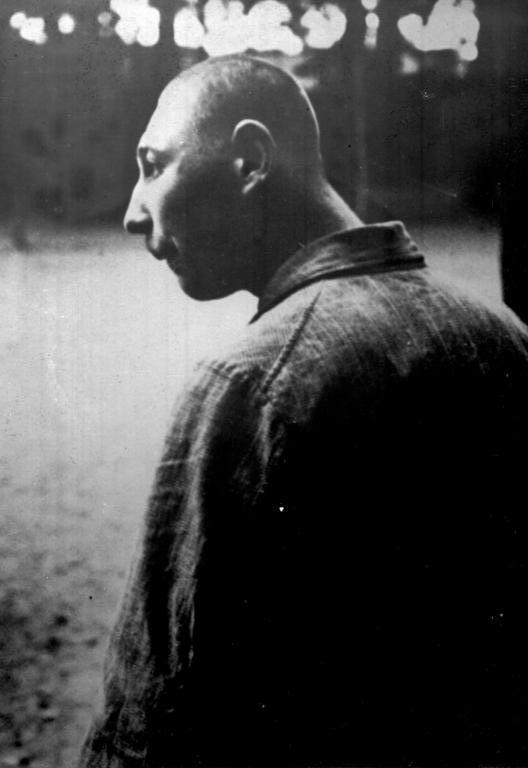
Fotografía de la propaganda nazi de 1934 de una persona con discapacidad que iba acompañada con la leyenda: "Este enfermo mental cuesta anualmente 2000 marcos al Estado".

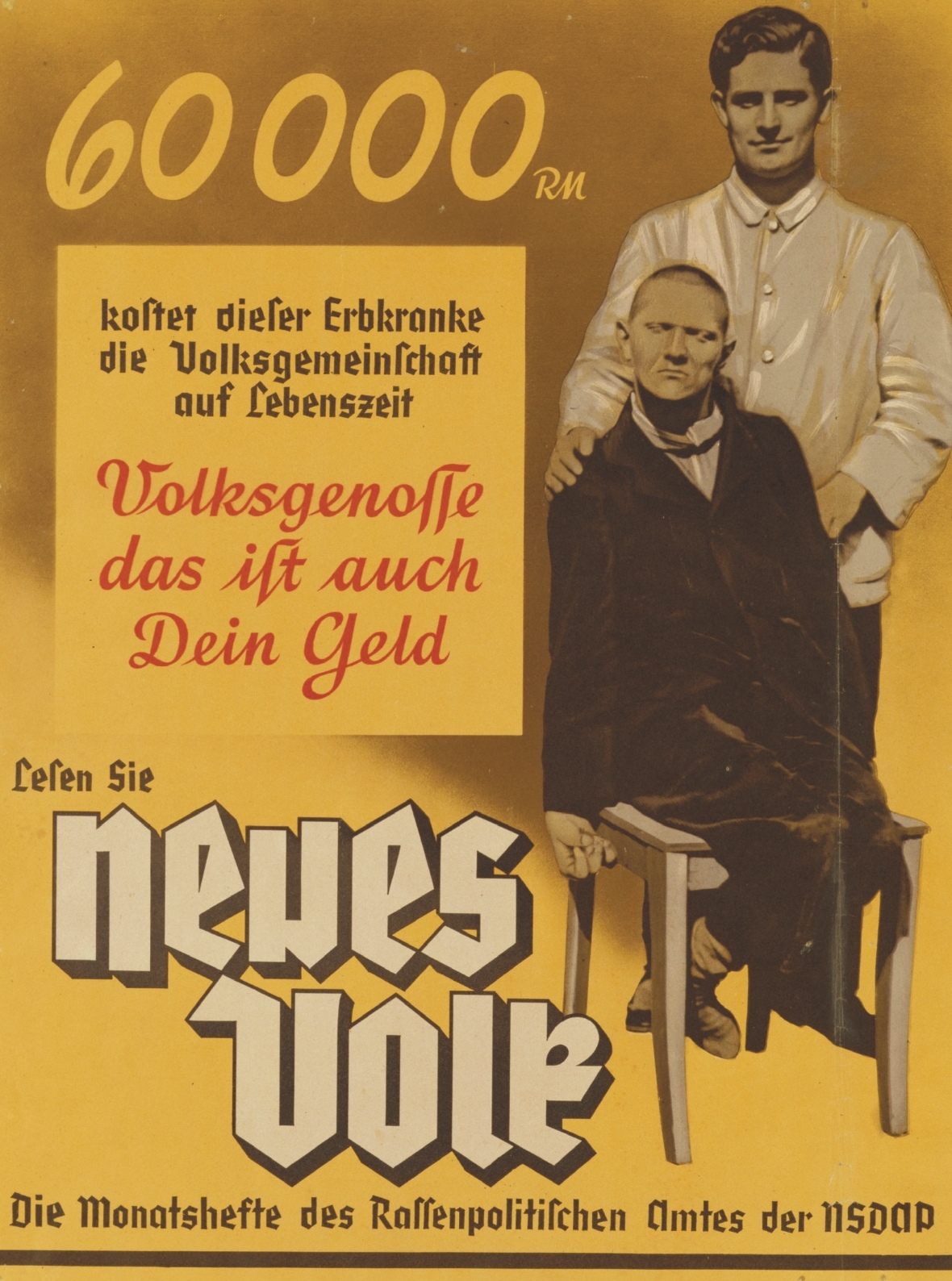
Cartel de 1937 de la revista mensual Neues Volk de la Oficina de Políticas Raciales del NSDAP que pretende justificar el exterminio de las personas discapacitadas. En él se dice: "Esta persona, que padece una enfermedad hereditaria, le cuesta a la comunidad nacional 60.000 Reichsmarks de por vida. Camarada, ese es tu dinero también".

Karl Brandt, médico de Hitler, y Hans Heinrich Lammers, jefe de la Cancillería del Reich, testificaron después de la guerra que Hitler les había dicho en 1933, cuando se aprobó la ley de esterilización, que estaba a favor de matar a los enfermos mentales e incurables, pero reconoció que la opinión pública no aceptaría una medida tan radical. Sin embargo, en 1935 Hitler le contó a Gerhard Wagner, médico jefe del Reich, que la aplicaría en tiempo de guerra, «cuando el mundo entero pone su mirada en los actos de guerra y el valor de la vida humana en cualquier caso pesa menos en la balanza». Escribió que tenía la intención de "resolver radicalmente" el problema de los asilos mentales en tal evento.
En los años siguientes se fueron tomando medidas para preparar el exterminio de las personas con discapacidad y también para que la opinión pública aceptase esa medida. En 1936 médicos de las SS fueron designados cada vez en mayor número como directores de los hospitales psiquiátricos y al mismo tiempo se presionó a las Iglesias católica y protestante para que trasladaran a sus pacientes mentales a centros estatales. Por su parte, el semanario de las SS Das Schwarze Korps comenzó una campaña en la que se defendía abiertamente acabar con «la vida indigna de ser vivida» para «ayudar a la naturaleza a corregirse». No se le quitaba nada a un niño con una lesión cerebral grave si se «extingue la luz de su vida», se decía en el semanario. Se publicaron cálculos sobre el coste de mantener a los enfermos mentales y a los que padecían enfermedades hereditarias y lo que se podría hacer con ese dinero en lugar de «desperdiciarlo» en vidas «inútiles». La Oficina de Políticas Raciales del NSDAP rodó cinco películas en los manicomios con el objetivo de horrorizar a la opinión pública. Una de ellas, titulada Erbkrank (‘Enfermo hereditario’), le gustó tanto a Hitler que ordenó que se rodara una continuación con sonido (Opfer der Vergangenheit, ‘Víctima del pasado’) para que se proyectara en todos los cines de Alemania. La Oficina Nacional Socialista Racial y Política (NSRPA) también produjo folletos y carteles señalando a los alemanes el costo de mantener asilos para los incurablemente enfermos y locos. Entre los cortometrajes producidos para exhibirlos en los cines se encontraba «La herencia» («Das Erbe», 1935). El exterminio de los discapacitados se presentó como una acción tanto de compasión hacia el enfermo como en beneficio de la «comunidad nacional» (Volksgemeinschaft).
Por otro lado, se ampliaron los poderes de la Cancillería del Führer, que sería el organismo que se encargaría de la «acción de eutanasia». Para ello se creó en su seno el Comité secreto del Reich para Asuntos de Salud Hereditaria, que más adelante se denominaría Comité del Reich para el Registro Científico de Enfermedades Hereditarias y Congénitas Graves, al frente del cual estaba el propio jefe de la Cancillería del Führer Philipp Bouhler, «un fanático [nazi] en el aspecto ideológico», según Ian Kershaw, y cuya mano derecha era el oficial de las SS Viktor Brack, «más ambicioso aún que su jefe».

## El primer paso: el asesinato de niños discapacitados
La oportunidad para empezar los asesinatos en masa se presentó unos meses antes de que estallara la Segunda Guerra Mundial. En mayo o junio de 1939, la Cancillería del Führer trasladó a Hitler la petición de un padre para que se pusiera fin a la vida de su hijo que había nacido ciego, con una pierna deforme y sin parte de un brazo y que padecía convulsiones. El Führer envió a Karl Brandt, uno de sus médicos personales, para que fuera a Leipzig y cumpliera la petición del padre tras confirmar el diagnóstico con los médicos que trataban al niño. El niño se llamaba Gerhard Kretschmar y fue la primera víctima del programa, el 9 de julio de 1939. El 25 de julio de 1939, Brandt comunicó a Hitler que había obligado a los médicos del centro para que acabaran con su vida. Entonces Hitler le encargó a Brandt que organizara, junto con el jefe de la Cancillería del Führer Philipp Bouhler, un programa amplio para asesinar a niños con discapacidades psíquicas o físicas. Inmediatamente Bouhler reunió a una veintena de médicos, muchos de ellos directores de centros psiquiátricos, para planificar la matanza. Que Hitler escogiera la Cancillería del Führer como el organismo encargado de planificar y poner en marcha el programa de asesinatos masivos se debió a que se trataba de su oficina personal que no estaba subordinada ni al partido ni formaba parte de la administración pública, como la Cancillería del Reich, con lo que se aseguraba que el programa fuera conocido por muy pocas personas.

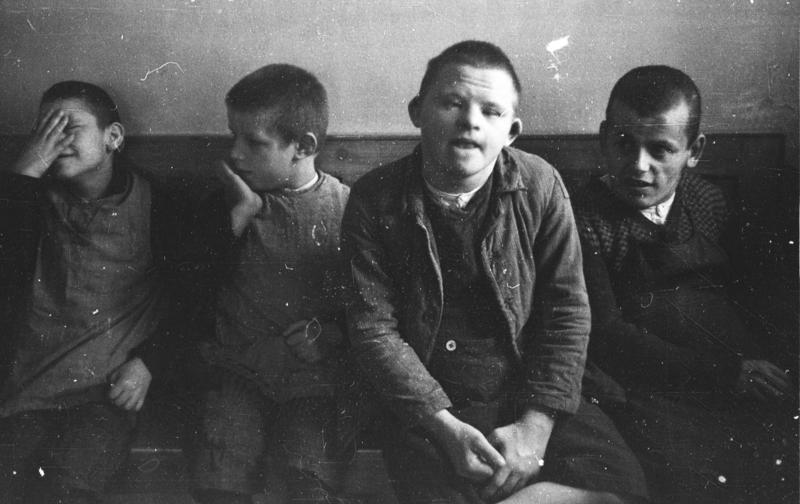
Niños del Hospital Schönbrunn (1934). Imagen tomada por un fotógrafo de las SS.

Una primera medida fue adoptada el 18 de agosto de 1939. En esa fecha el Comité de Bouhler ordenó a todos los médicos que informaran de los recién nacidos «con malformaciones» y de los niños de corta edad a su cargo con síndrome de Down, microcefalia, sin un miembro o afectados por deformidades en la cabeza o la columna vertebral, parálisis cerebral y estados similares, incluidos otros padecimientos bastante imprecisos como la «imbecilidad». Las listas de los recién nacidos y de los niños pequeños afectados debían enviarse a un apartado de Correos de Berlín, que estaba controlado por la oficina de Bouhler. Tres médicos se ocuparon de evaluar cada caso poniendo un signo + en el expediente si había que matar al niño, lo que significaba que debía ser trasladado a una de las cuatro clínicas pediátricas que se iban a encargar de los asesinatos ―y que más tarde se ampliaron a treinta―.
A los padres de los niños que vivían en casa, se les decía que iban a ser ingresados en unas clínicas especializadas, donde les iban a curar o al menos procurar una mejora de su estado. A los que se resistían, se les amenazaba con perder las ayudas sociales que percibían ―en marzo de 1941 se dejaron de pagar subsidios para los niños discapacitados y en septiembre de 1941 se promulgó una orden por la que se podían separar a la fuerza a los niños de los padres que se negaran a entregarlos―. Cuando llegaban a los centros, los niños eran alojados en salas especiales, separados de los demás pacientes. La forma de acabar con ellos era matarlos por inanición o administrándoles en las comidas dosis excesivas del barbitúrico Luminal, que servían para bloquear la respiración. Los niños morían por parada respiratoria o enfermaban contrayendo bronquitis o neumonía y no se los trataba. Otras veces mataban a los niños con inyecciones letales o con morfina-escopolamina.
Un maestro que visitó la sala de matanzas del psiquiátrico de Eglfing-Haar en otoño de 1939, que estaba dirigido por el médico fanático nazi Hermann Pfannmüller, testificó años más tarde:

Él [Pfannmüller] y una enfermera de la sala sacaron a un pequeño de la cuna. Presentándolo como si se tratase de un conejo muerto, pontificó con aires de entendido y una sonrisa de cínico algo como esto: “Con éste, por ejemplo, aún serán necesarios dos o tres días”. Todavía puedo ver claramente la impresión que producía aquel hombre obeso y que sonreía con suficiencia con el esqueleto que gimoteaba en su mano carnosa, rodeado por otros niños famélicos. El asesino aclaró además que no retiraban el alimento de golpe, sino que iban reduciendo las raciones poco a poco.

El programa de exterminio de niños discapacitados se alargó durante toda la guerra. Se estima que fueron asesinados entre 5.000 y 6.000. La edad para ser «ingresados» se fue elevando, pasando de los ocho años iniciales a los doce y finalmente a los dieciséis. Aunque muchos médicos tenían conocimiento de lo que estaba ocurriendo, no lo desaprobaron, pues consideraban que esos niños tenían «una vida indigna de ser vivida». Un millar de niños de menos de 17 años fueron asesinados en las instituciones de Am Spiegelgrund y Gugging en Austria.

## El programa Aktion T4 para adultos
En julio de 1939, Hitler les dijo a su secretario personal Martin Bormann, al jefe de la Cancillería del Reich Hans Heinrich Lammers y al doctor Leonardo Conti, recién nombrado jefe de Sanidad del Reich, que era partidario de aplicar la «eutanasia» también a los adultos que padecieran una enfermedad mental grave. Según anotó uno de los presentes, Hitler «consideraba que era justo que se erradicasen las vidas indignas de pacientes mentales graves», añadiendo «que se producirían con ello algunos ahorros en hospitales, médicos y personal sanitario». Conti quedó encargado de investigar si era factible ese «programa de eutanasia», aunque Hitler seguía pensando que solo se podría aplicar en el marco de la guerra.

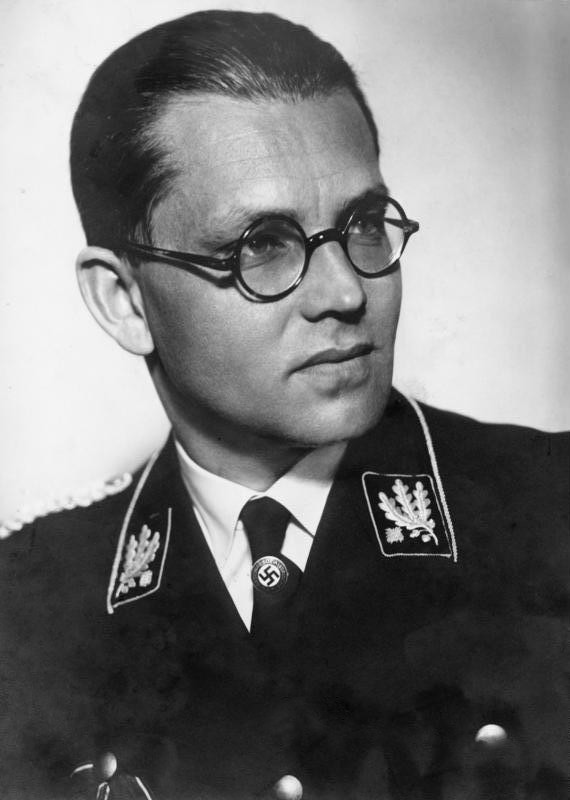
Philipp Bouhler con uniforme de las SS, jefe de la Cancillería del Führer.
Adolf Hitler le encargó que pusiera en marcha el programa Aktion T4, cuya organización delegó en su segundo Viktor Brack.

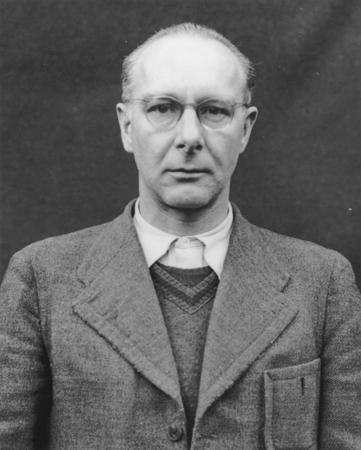
Viktor Brack, organizador del programa Aktion T4, por orden de Philipp Bouhler, jefe de la Cancillería del Führer, quien a su vez cumplía una orden directa de Adolf Hitler.

Y efectivamente solo un mes después de iniciada la guerra, Hitler firmó en octubre de 1939 una orden secreta en la que extendía el programa de asesinatos de los niños a los adultos ―le puso fecha del 1 de septiembre de 1939, el día que había comenzado la contienda―. En la orden se encargaba a Philipp Bouhler, jefe de la Cancillería del Führer, y al médico del séquito de Hitler Karl Brandt «la responsabilidad de ampliar los poderes de los doctores, cuyo nombre se indique, de manera que a aquellos enfermos a quienes humanamente se considere incurables, de acuerdo con la evaluación más cuidadosa del estado de su enfermedad, se les conceda una muerte piadosa».
Cuando Hitler firmó la orden, en Pomerania, en Prusia Oriental y en la Polonia anexionada al Reich (Warthegau) ya habían empezado las matanzas ―las «evacuaciones»― de pacientes adultos ―inicialmente por disparos a bocajarro de soldados de las SS y más tarde recurriendo a cámaras de gas―, pues los líderes nazis de esas zonas estaban ya «trabajando en la dirección del Führer». Según Saul Friedländer, las matanzas de estas regiones fueron ordenadas por Himmler para que los hospitales quedaran libres y pudieran alojar a los soldados de las Waffen SS.
El conocimiento de la orden de Hitler quedó limitado a muy pocas personas y solo diez meses después, en agosto de 1940, se le mostró una copia al ministro de Justicia Franz Gürtner, «que se enfrentaba a críticas crecientes por la ilegalidad de lo que se iba filtrando cada vez más inevitablemente a la opinión pública». «Conviene destacar el hecho de que este documento [la orden firmada por Hitler en octubre de 1939] no tenía valor legal, y que el programa de “eutanasia” nunca gozó de sanción legal. Era asesinato incluso en el marco jurídico del Tercer Reich». Esta valoración de Michael Burleigh es compartida por Ian Kershaw: «[Era] una actuación que carecía de todo fundamento jurídico, [lo que constituía] el más claro indicio de hasta qué punto habían sido deformadas y desbancadas las estructuras internas de gobierno por órganos del ejecutivo dedicados a poner en práctica lo que consideraban que era la voluntad del Führer. La atmósfera furtiva de intriga y misterio (algunos personajes destacados, como el propio Brack, trabajaban incluso con nombres falsos) realzaban el carácter ilegal de lo que estaba pasando. El régimen había pasado a la actividad criminal directa».
Al programa de asesinatos masivos se le dio el nombre clave de «operación T4» (‘Aktion T4’) por la dirección donde se encontraba la «lúgubre» villa, donde tenían su sede los organismos camuflados que se crearon para llevar a cabo la matanza, Tiergartenstrasse 4. Bouhler encomendó la dirección del programa a su ayudante Viktor Brack, quien para ocultar su identidad adoptó el pseudónimo de “Jennerwein” (lo mismo haría su segundo, Werner Blankenburg, que adoptó el pseudónimo de “Brenner”). Brack a su vez nombró al frente del área médica del programa al doctor de las SS Werner Heyde. La organización contaba con 114 empleados, además de Bouler, Brandt y Brack. El término 'Aktion T4' es de la postguerra; en la Alemania de entonces se llamaba de otras formas, incluyendo «eutanasia» (Euthanasie) y «muerte misericordiosa» (Gnadentod).
Tras descartar los métodos de asesinato empleados con los niños por considerarlos demasiado lentos, se acordó, a propuesta del médico del séquito de Hitler Karl Brandt, gasear a los internos con monóxido de carbono. Albert Widmann, químico de las SS, fue el encargado de idear la forma concreta de llevarlo a la práctica. Hizo construir una cámara hermética en la prisión abandonada de la ciudad de Brandeburgo con las paredes cubiertas de azulejos para que pareciera una ducha, lo que se esperaba que facilitaría que los pacientes entraran allí sin miedo. El gas, suministrado por la IG Farben de Ludwigshafen, salía por unos agujeros y la cámara estaba cerrada por una puerta hermética con una ventanilla de cristal para ver lo que sucedía en su interior. A la primera demostración con ocho víctimas asistieron Bouhler, Brandt y Brack y otros oficiales del T4, además de Leonardo Conti, jefe del «área de Sanidad del Reich», que también había participado en la toma de decisiones del «programa de eutanasia». El resultado fue tan «satisfactorio» ―los ocho pacientes murieron en pocos minutos― que enseguida se construyeron cámaras de gas del mismo tipo en los centros de exterminio de Grafeneck, Hartheim, Hadamar ―creado en diciembre de 1940 y que sustituyó al de Grafeneck―,  Sonnenstein y Bernburg ―este último sustituyó a la instalación original de Brandeburgo―. Cada centro sería responsable de los asesinatos en una región concreta de Alemania. En Grafeneck y Hadamar, en total fueron asesinadas 20.000 personas, y la misma cifra se alcanzó en el centro de Sonnenstein y en el de Hartheim. También fueron 20.000 las víctimas en los centros de Brandeburgo y Bernburg. En total sumarían 80.000 asesinados. Entre las personas asesinadas se encontraban hombres y mujeres de todas las edades, desde niños —que fueron los primeros asesinados— hasta ancianos.

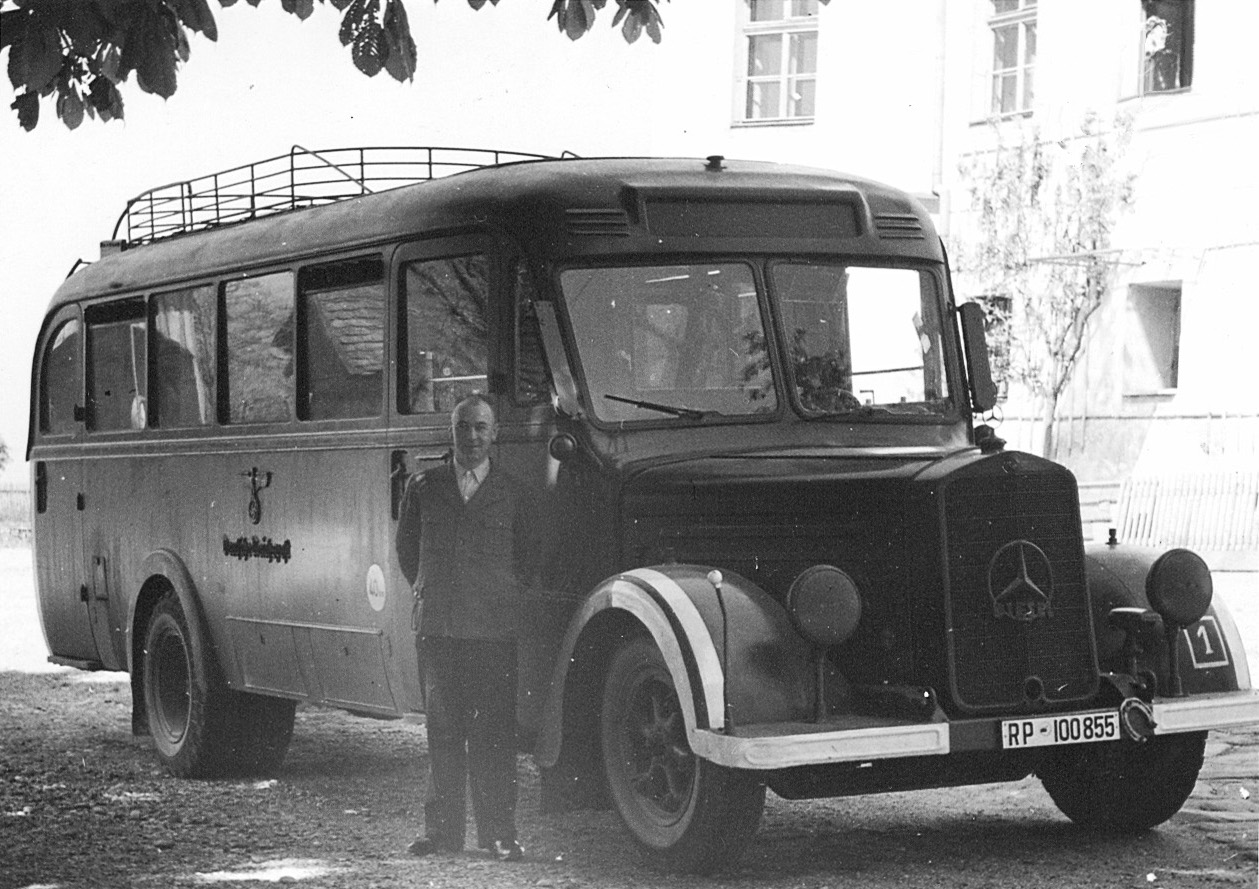
Un autobús Gekrat ('Ambulancia caritativa') de los utilizados por el departamento de transporte del T4 (Gemeinnützige Krankentransport GmbH).

El proceso de asesinato de las víctimas comenzaba con los informes de los pacientes que los directores de los psiquiátricos y los centros para discapacitados estaban obligados a enviar a la oficina del T4. Allí los informes eran evaluados por peritos médicos reclutados por su ideología nazi y no por su experiencia ―encargados de escribir un signo + en rojo para la muerte, y un signo – en azul para la vida; si el paciente era judío ni se molestaban en evaluar su caso: era enviado directamente a las cámaras de gas sin cumplir ninguna formalidad―. La decisión final la tomaban tres altos responsables según unos criterios en ocasiones bastante arbitrarios. Los nombres de los pacientes seleccionados para ser asesinados eran remitidos al departamento de transporte de la T4 (Gemeinnützige Krankentransport GmbH) que era el encargado de enviar la notificación a los centros donde estaban ingresados y de recogerlos el día convenido en unos autobuses grises, similares a los del servicio postal de transporte de las zonas rurales. A los pacientes se les decía que se marchaban de excursión, aunque no siempre se tomaban la molestia de engañarlos. Pronto empezaron a correr rumores por los psiquiátricos y los centros asistenciales de lo que estaba pasando por lo que a bastantes pacientes hubo que subirlos a los autobuses a la fuerza o sedados. Otros subían a los autobuses llorando. Algunos lo asumían con serenidad, como una mujer epiléptica que escribió a su padre: «desgraciadamente no hay nada que hacer. Hoy debo escribir estas palabras de despedida pues dejo esta vida terrenal por un hogar eterno». Fue asesinada en el centro de exterminio de Brandenburg. Su padre recibió una carta en la que le decían que había muerto por «problemas respiratorios».

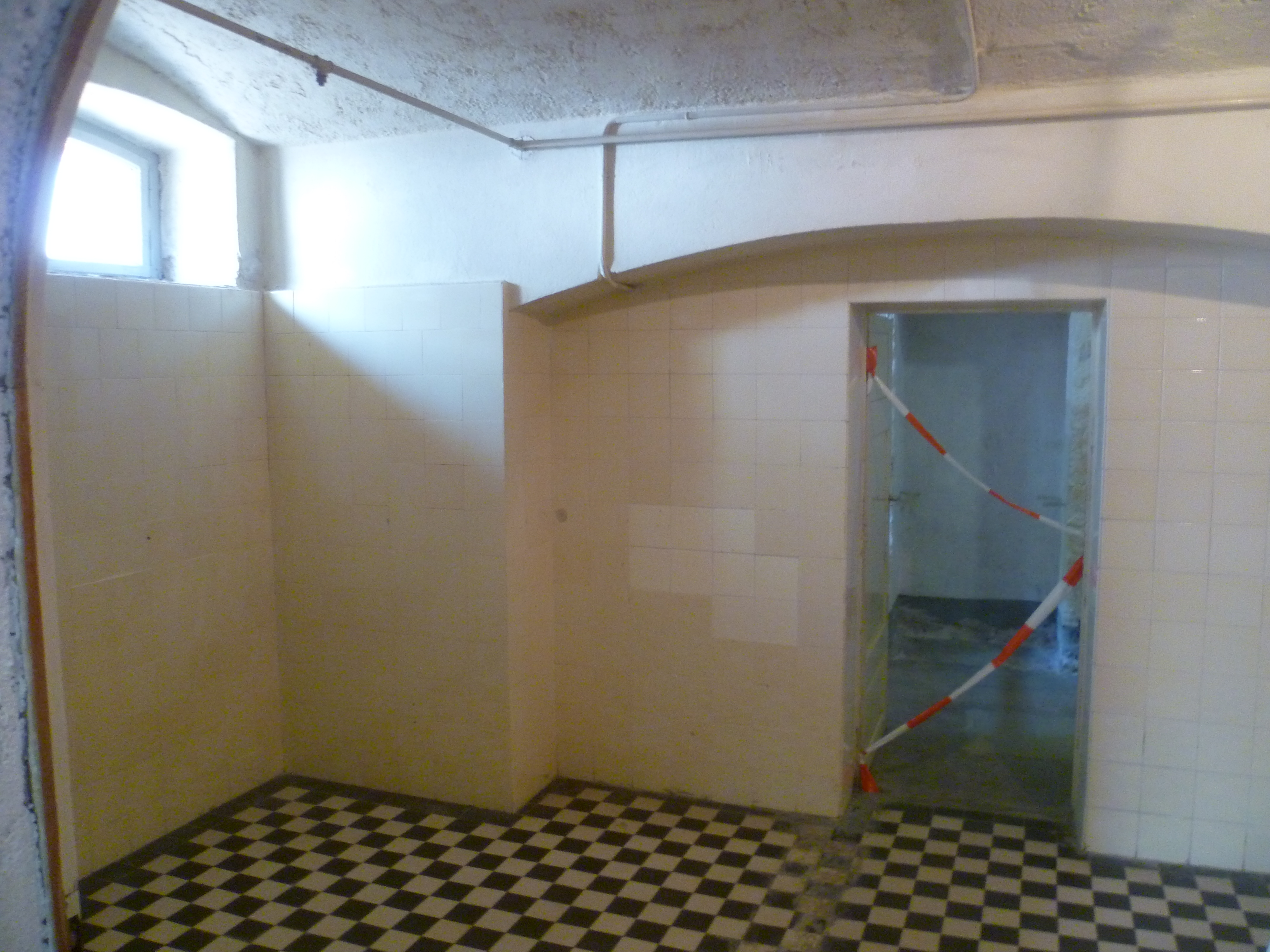
Cámara de gas del centro de exterminio nazi de Hadamar.

Cuando llegaban a su destino les decían a los pacientes que se desvistieran y tras fotografiarlos (con la finalidad de demostrar su supuesta incapacidad física y mental) les hacían entrar en grupos de quince o veinte en las cámaras de gas camufladas como duchas. Su muerte estaba muy lejos de ser tranquila y humana ―«algunos se echaban en el suelo, otros se mostraban apáticos, muchos mantenían la boca abierta como si no pudiesen tomar más aire. Su forma de morir era tan dolorosa que no se puede hablar de una muerte humana… Estuve observando el procedimiento [por la mirilla de la puerta de la cámara de gas] durante 2 o 3 minutos, luego dejé de hacerlo porque no pude soportar seguir mirando y sentí náuseas», contó más tarde un observador sobre lo que sucedía en el centro de Hadamar―. A los cinco minutos perdían la consciencia; a los veinte estaban muertos. Después los cadáveres que no eran seleccionados para ser diseccionados en las facultades de medicina o para ser objeto de alguna investigación ―el Instituto Kaiser Wilhelm estudió los cerebros de centenares de víctimas para ver si mostraban signos de degeneración― eran llevados por unos camilleros conocidos como «fogoneros» (Brenmer) a los hornos crematorios ―a los que previamente habían sido marcados con una cruz, antes de quemar los cadáveres les arrancaban los dientes de oro―. A las familias se les notificaba semanas más tarde que el paciente había muerto de un ataque al corazón, de apoplejía, de neumonía o de otra enfermedad. Los médicos que firmaban los certificados de defunción utilizaban nombres falsos, conscientes de que lo que estaban haciendo era ilegal. Poco después se les entregaba a los familiares una urna funeraria con las supuestas cenizas de su ser querido. Todo el personal que había intervenido en el proceso estaba obligado a guardar el secreto bajo la amenaza de ser enviado a un campo de concentración o ser fusilado.
El doctor Pfannmüller (director del Hospital del Estado cerca de Múnich), que ya había participado en el asesinato de los niños discapacitados (Pfannmüller abogó por matarlos con una disminución gradual de los alimentos, lo que creía que era más misericordioso que las inyecciones de veneno), justificó así el programa de exterminio de los adultos después de la invasión de Polonia:

No puedo soportar la idea de que los mejores, la flor y nata de nuestra juventud, deban dar la vida en el frente para que los cortos de entendederas y los elementos irresponsables y asociales puedan gozar de una existencia segura en el manicomio.

El uso de las cámaras de gas y los crematorios para el asesinato sistemático, fue un desarrollo técnico que luego fue empleado en el Holocausto. El programa Aktion T4 fue ampliamente aceptado por los médicos, con muy pocas reservas y ninguna resistencia real, aunque el gremio de las enfermeras, rechazó rotundamente el programa, pero se vieron involucradas por ser parte del sistema sanitario.

## El sermón del obispo católico Galen y la suspensión temporal del programa de asesinatos

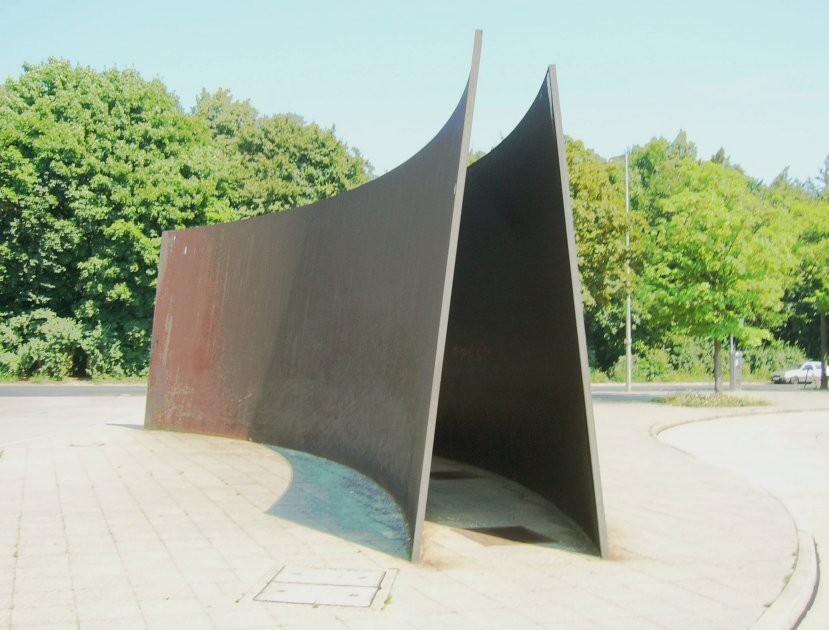
Monumento conmemorativo de las víctimas, obra de Richard Serra, situado en el lugar donde se encontraba la sede del Aktion T-4 en la Tiergartenstrasse de Berlín.

Un plan de asesinatos tan amplio y en el que intervenían tantas personas era muy difícil mantenerlo en secreto. Los vecinos de las víctimas veían el trasiego de autobuses llevándoselas y los de los centros de exterminio veían las columnas de humo que salían de sus chimeneas, acompañado de un olor pestilente que no pasaba desapercibido: «aquel olor era tan repugnante que a veces cuando volvíamos de trabajar en los campos no podíamos retener ni un bocado en el estómago», relató un vecino del centro de Hartheim. Pero fue entre los familiares de las víctimas ―que muchas de ellas se conocían entre sí por haberse encontrado en las visitas a los hospitales o en las consultas médicas― donde más se extendió la creencia de que lo que les habían contado sobre la muerte de sus seres queridos no era verdad. En los medios judiciales también se propagaron las sospechas al percatarse de la frecuencia inusitada de fallecimientos pero solo un juez, Lothar Kreyssig, intervino decididamente en el asunto.  Consiguió entrevistarse con el ministro de Justicia Franz Gürtner, quien no logró convencerle de que dejara de inmiscuirse, así que en diciembre de 1941 Kreyssig fue obligado a jubilarse ―Gürtner le había dicho: «Si no es usted capaz de aceptar la voluntad del Führer como una fuente de derecho, como una base del derecho, no puede seguir siendo juez»―. El Ministerio de Justicia sí consiguió acallar las dudas de los abogados y fiscales preocupados, y no se emprendió ninguna acción legal.
Lo que estaba sucediendo llegó a conocimiento del corresponsal en Berlín de la cadena de radio estadounidense CBS William Shirer. En la entrada del 25 de noviembre de 1940 de su diario (que sería publicado al año siguiente en Estados Unidos) anotó: «Por fin he podido llegar al fondo de estas “muertes por compasión”. Es una historia diabólica. La Gestapo, con el conocimiento y la aprobación del gobierno alemán, está provocando sistemáticamente la muerte de la población de deficientes mentales del Reich». Uno de sus informantes le había dicho que serían unas cien mil las víctimas, pero «para mí, esa cifra es demasiado elevada». Shirer había confirmado que la orden secreta provenía directamente de Hitler y que su ejecutor era Philipp Bouhler. Otros de sus informantes llamaron su atención sobre las esquelas aparecidas en los periódicos en las que se señalaba como lugar de la muerte Grafeneck, Hartheim y Sonnenstein, ―«estos tres lugares son, precisamente, los que los alemanes me citan como los principales centros donde se practican las “muertes por compasión”»― y en las que aparecían frases que indicaban que los familiares dudaban sobre las causas de la muerte de sus seres queridos: «tras semanas de incertidumbre, recibí la increíble noticia de su repentina muerte y cremación en Grafeneck»; «hemos recibido la increíble noticia de que mi queridísimo hijo murió súbita e inesperadamente…»; «después de semanas de ansiedad e incertidumbre, hemos recibido, la sorprendente nueva de que nuestra querida Marianne falleció víctima de la gripe…». En el diario reprodujo la carta impresa que recibían las familias comunicándoles el fallecimiento de su ser querido, de la que destacó el sorprendente segundo párrafo:

Lamentamos comunicarle que su_______, que recientemente fue transferido a nuestra institución por orden ministerial, falleció inesperadamente el___ de ______. Todos nuestros esfuerzos médicos por impedirlo resultaron inútiles.
A la vista de su grave e incurable dolencia, su muerte, que le ha librado de un internamiento de por vida en una institución asistencial, debe ser considerada una liberación.
Dado el peligro de contagio existente aquí, nos vemos obligados por orden de la policía a proceder de inmediato a la cremación del cadáver.

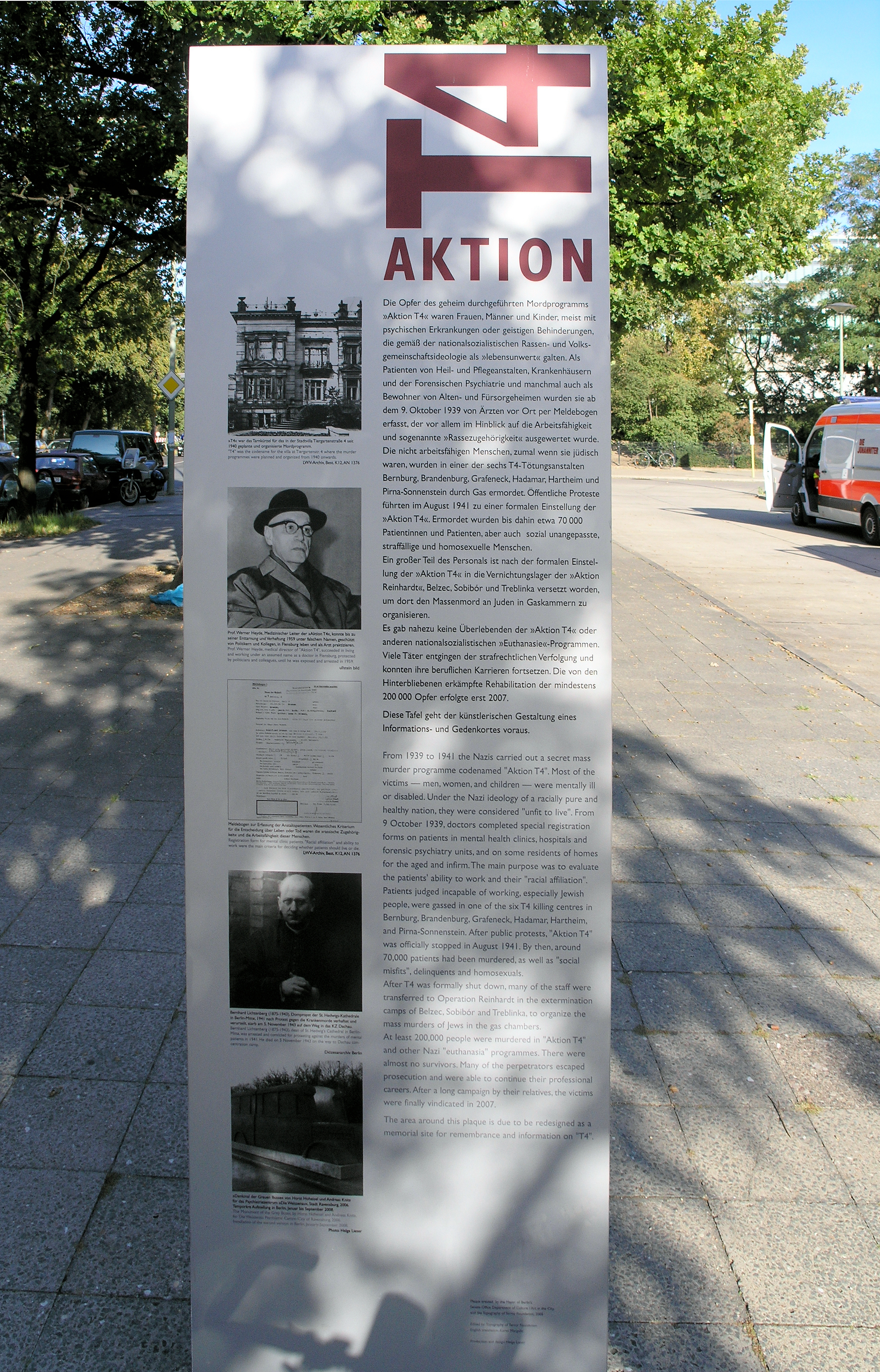
Estela conmemorativa de las víctimas del Aktion T-4 en la Tiergartenstrasse 4 de Berlín (2009).

Shirer también dejó constancia en su diario del fracasado intento de las familias para que les dieran más explicaciones acudiendo a los centros donde habían muerto sus parientes. También dejó constancia de que «los parientes se apresuran ahora a sacar a sus familiares de los hospitales privados y de las garras de las autoridades». Shirer concluía la anotación en su diario escribiendo que creía que los asesinatos eran «el resultado de las ideas extremistas nazis, y de su decisión de poner en práctica sus ideas eugenésicas y sociales». «Es, en definitiva, un asunto nazi muy turbio…. Solo una minoría en Alemania tiene conocimiento de las “muertes por compasión”». Pocos días después Shirer abandonaba Alemania.
Algunos familiares que insistieron en conocer qué había pasado realmente con sus parientes recibieron cartas de amenaza por parte de los directores de las instituciones psiquiátricas. El padre de un esquizofrénico al que habían comunicado que había muerto de «su enfermedad incurable», lo que le hizo sospechar, tras haber enviado varias cartas al doctor que atendía a su hijo en las que le decía que el asunto le parecía «realmente turbio», recibió la siguiente contestación:

La naturaleza y el tono de su carta me da motivos para considerarle a usted a la luz de la psiquiatría. No puedo evitar notificarle de que en caso de que no deje usted de agobiarnos con cartas, me veré obligado a hacerle examinar por el médico de la sanidad pública. Resumiendo, está tratando usted con una autoridad pública, a la que no puede usted atacar cuando le apetezca.

Entre los líderes religiosos, tanto católicos como protestantes, también se extendió la preocupación, teniendo en cuenta que sus instituciones de beneficencia aún albergaban a muchos pacientes discapacitados. Aunque hubo directores de los hospitales y psiquiátricos religiosos que consintieron que sus pacientes fueran trasladados ―de hecho la mitad de los que fueron asesinados procedían estos centros―, una parte de ellos se opusieron e incluso hubo alguno que,  como los pastores protestantes Friedrich von Bodelschwingh y Paul Gerhard Braune, se dirigieron a las autoridades para detener las matanzas ―Braune llegó a elaborar un dosier que envió a Hitler creyendo que él no sabía nada; la respuesta fue su encarcelamiento durante tres meses hasta que aceptó poner fin a sus denuncias―. Pero estas fueron acciones aisladas, como la del obispo protestante de Württemberg, Theophil Wurm, que escribió dos cartas al ministro del Interior Wilhelm Frick de las que no obtuvo respuesta. En la primera de ellas le decía: «[Si] se opta por un exterminio cruel de esos camaradas [de raza que sufren, necesitados de cuidados], entonces es que se ha trazado una línea que no augura nada bueno y el cristianismo ha sido abandonado definitivamente como una fuerza vital que determina la vida individual y comunitaria del pueblo alemán. […] No hay límites en esta pendiente resbaladiza».
En cuanto a la Iglesia católica, que ya se había manifestado en contra de la esterilización forzosa, la conferencia de obispos celebrada en Fulda el 11 de agosto de 1940 protestó por los asesinatos de las personas discapacitadas mediante una carta enviada a Hans Heinrich Lammers, jefe de la Cancillería del Reich, acompañada de la amenaza de hacer público el programa si este no se detenía. Al no obtener respuesta intervino el Vaticano que el 2 de diciembre hizo público un decreto en el que se declaraba: «No está permitido matar directamente a una persona inocente por sus defectos mentales o físicos… [Hacerlo es] contrario a la ley natural y al precepto divino» ―en ese mismo mes de diciembre el papa Pío XII envió sendas cartas al cardenal Adolf Bertram de Breslau y al obispo Konrad Preysing de Berlín en las que les expresaba su conmoción por el asesinato de los enfermos mentales, aunque nada dijo sobre la persecución de los judíos―. Pero los obispos alemanes consideraron desaconsejable emprender más acciones pues podrían «acarrear en la práctica las consecuencias más deletéreas para los asuntos pastorales y eclesiásticos».

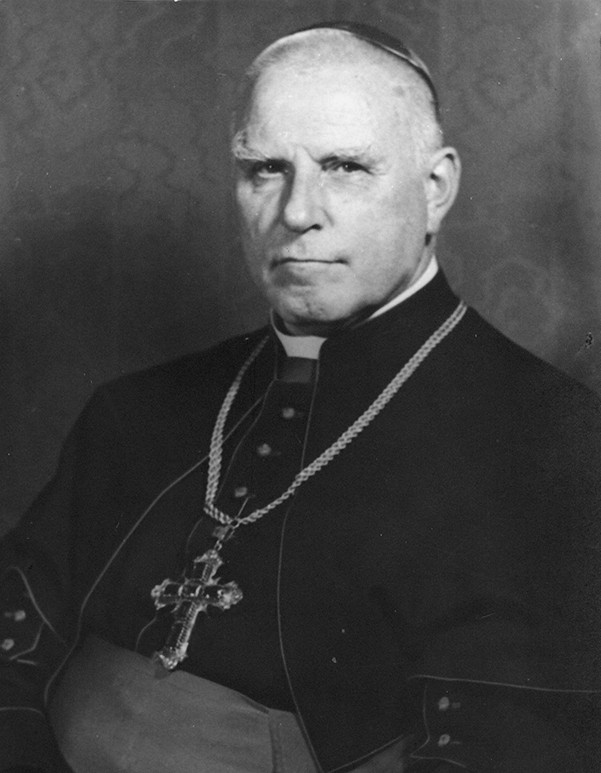
El obispo von Galen de Münster, un ultraconservador nacionalista, denunció el asesinato de enfermos mentales y de discapacitados que estaban llevando a cabo los nazis. El impacto del sermón fue tan grande que Adolf Hitler se vio obligado a suspender el Aktion T-4.

Sin embargo, el ultraconservador obispo de Münster Clemens August Graf von Galen (del que se llegó a creer que era simpatizante de los nazis), decidió no seguir la recomendación de los otros obispos, sobre todo tras recibir la visita secreta del padre Heinrich Lackmann, capellán del Psiquiátrico de Mariental, cercano a Münster, quien le pidió que hiciera algo para impedir que los pacientes del centro fueran sacados de allí para matarlos. Así el 3 de agosto de 1941 pronunció en la iglesia de San Lamberto (Münster) un sermón ―que fue impreso como un mensaje pastoral (junto con otros tres sermones pronunciados en julio en los que había hablado de la persecución que padecían los católicos en la Alemania nazi) y que fue leído en todas las parroquias de la diócesis― en el que denunció que en Alemania se estaba asesinando a los enfermos mentales: «Existe una sospecha general que roza la certeza de que esas numerosas muertes de personas con enfermedades mentales no se producen por sí solas sino que se provocan deliberadamente, que se está siguiendo la doctrina de acuerdo con la cual ha de destruirse la llamada “vida indigna”, es decir, matar a personas inocentes si uno considera que sus vidas no son ya útiles para la nación y para el estado».
Tras mencionar algunos casos individuales, el obispo Galen continuó diciendo que el doctor Leonardo Conti, médico jefe del Reich, «hablaba sin andarse por las ramas sobre el hecho de que en Alemania realmente se ha matado ya de manera deliberada a un gran número de enfermos mentales y más que van a morir en el futuro». Añadió que si a los seres humanos se les tratara como a los caballos o a las vacas sacrificadas cuando dejaban de ser útiles, «en ese caso fundamentalmente el camino queda expedito para el asesinato de todas las personas improductivas, de los enfermos incurables, de los incapacitados para el trabajo o para la guerra, en ese caso el camino queda expedito para el asesinato de todos nosotros cuando nos volvamos viejos y débiles y por tanto improductivos». «¿Quién va a ser capaz ya de confiar en su médico? Puede muy bien denunciar a su paciente como “improductivo” y recibir instrucciones de matarle. Es imposible imaginar el grado de depravación moral, de desconfianza general que se propagaría hasta dentro de las familias si esta doctrina espantosa se tolerase, se aceptase y se aplicase». También comunicó que había presentado una acusación por asesinato contra los perpetradores de las matanzas. «Era un desafío en regla», comenta Michael Burleigh. Miembros del partido nazi que estaban en la iglesia la abandonaron indignados y corrieron a informar a las autoridades. Como ha señalado Saul Friedländer, «fue la primera y única vez en la historia del Tercer Reich que destacados representantes de las iglesias cristianas en Alemania hicieran pública una condena de los crímenes cometidos por el régimen».

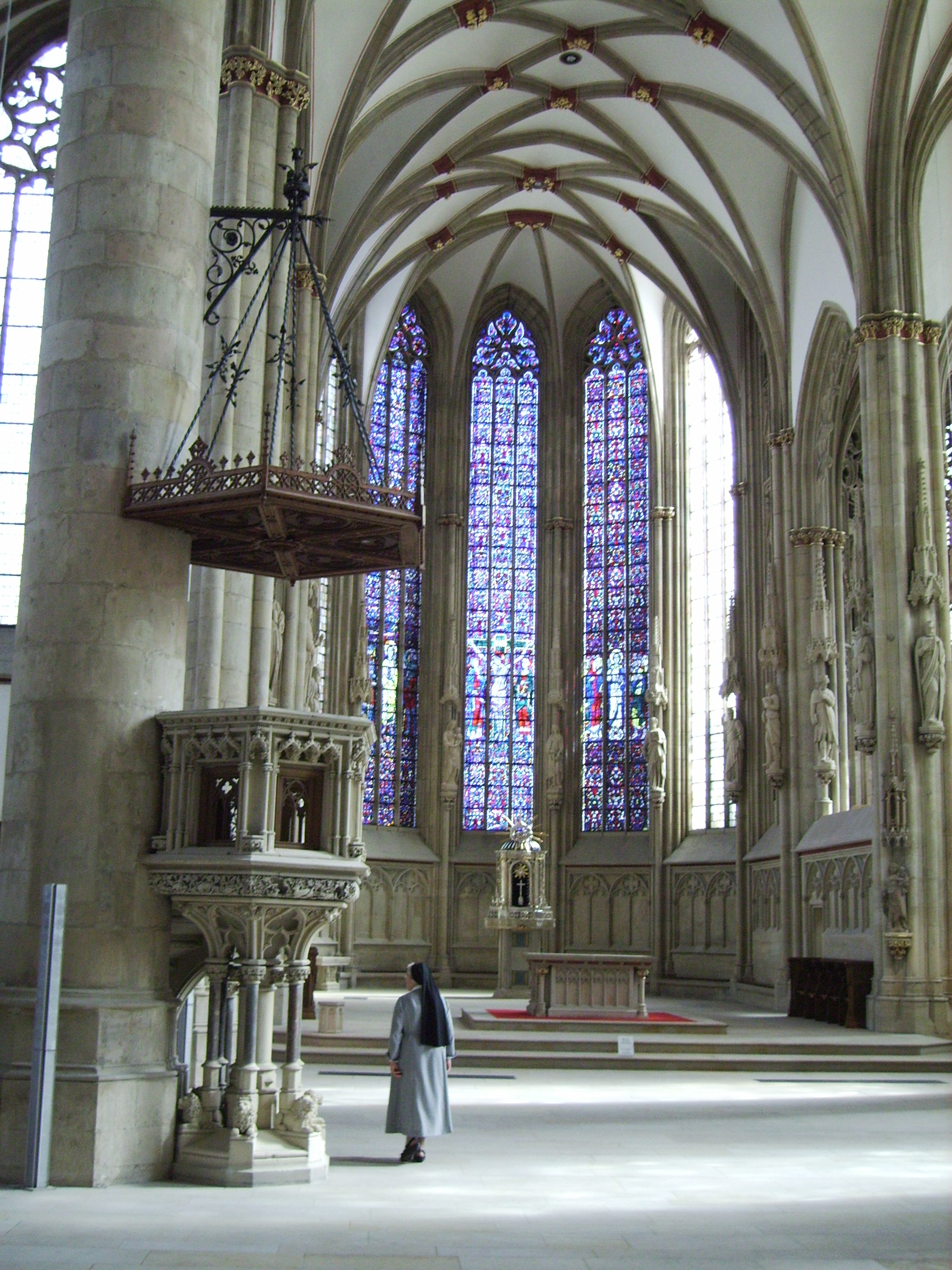
Interior de la Iglesia de San Lamberto (Münster). En esta iglesia fue donde el obispo Clemens von Galen pronunció su sermón del 3 de agosto de 1941 en el que denunció el asesinato de enfermos mentales y de discapacitados que estaban llevando a cabo los nazis.

El impacto del sermón fue tan grande ―en su difusión colaboraron los británicos que emitieron fragmentos del mismo a través del servicio en alemán de la BBC, además de arrojar copias sobre algunas ciudades alemanas; ocupó la portada del Daily Express― que dio lugar, según Richard J. Evans, al «movimiento de protesta más enérgico, explícito y extendido contra cualquier política nazi desde el comienzo del Tercer Reich». El sermón fue comentado por mucha gente y algunos de los que protestaron ―o fueron sorprendidos con copias del mismo― fueron recluidos en campos de concentración, incluidos sacerdotes que lo habían difundido en sus parroquias. Otros obispos católicos alemanes se sumaron a la iniciativa de Galen y predicaron en contra de la privación de la vida. Todo el mundo temía una respuesta brutal de las autoridades nazis y el propio Galen esperaba ser detenido de un momento a otro. Pero lo que ocurrió fue todo lo contrario: que el programa Aktion T4 fue suspendido el 24 de agosto, por una orden directa de Hitler, aunque el Führer se aseguró de que siguiera la matanza de niños que al producirse en una escala más pequeña era menos visible. Sin embargo, sí hubo una respuesta indirecta: el estreno de la película ―«inmensamente astuta», según Michael Burleigh― ‘’Ich klage an’’ (‘Yo acuso’) del director Wolfgang Liebeneiner que contaba la historia de una joven que quería que se le aplicara la eutanasia porque padecía esclerosis múltiple, y en la que se incluía una larga disertación de un catedrático a favor de la eutanasia involuntaria, escena que había sido ideada personalmente, entre otras, por Viktor Brack, el director de la T-4. Sin embargo, el mensaje subliminal de la película, de que el programa de matanzas de la T-4 estaba justificado, no logró su objetivo.
Las razones de Hitler para no hacer arrestar al obispo Galen, someterlo a juicio y ahorcarlo, ―como habían pedido muchos dirigentes nazis―, y, en lugar de eso, detener el programa de asesinatos de los discapacitados adultos fueron, según Richard J. Evans, tres. La primera fue que Hitler no quería hacer del obispo Galen un mártir en plena invasión de la Unión Soviética, aunque advirtió que ya se ocuparía de él cuando acabara la guerra. La segunda fue que el movimiento de protesta generado por el sermón de Galen estaba dificultando su aplicación ―tanto el personal sanitario católico como las familias, vecinos y amigos de las posibles víctimas lo estaban obstaculizando seriamente― y además la cifra de 70.000 muertos establecida por Hitler ya se había rebasado ampliamente. La tercera razón fue que existía el peligro de que el propio Hitler tuviera que asumir parte de la responsabilidad de la matanza ―de hecho los líderes de las SS Himmler y Heydrich ya habían advertido de los «errores de la puesta en práctica» de la operación―.
Ian Kershaw afirma por su parte que la decisión de Hitler estuvo «determinada únicamente por el hecho de que era necesario mantener unas relaciones pacíficas con las iglesias para evitar el deterioro moral en el frente interno». Y esa idea fue compartida por otros líderes nazis como Martin Bormann o Joseph Goebbels que estaban de acuerdo en que no se podía actuar contra Galen en plena invasión de la Unión Soviética ―en pleno «periodo crítico de la guerra», en palabras de Goebbels― y cuando se sucedían los bombardeos británicos sobre Westfalia, lo que estaba minando la moral de la población. Otra consideración que, según Kershaw, Hitler tuvo probablemente en cuenta fue que el secreto de la «acción de eutanasia» ya se había roto pues miles de copias clandestinas del sermón de Galen habían circulado por todo el país.
Por su parte, Michael Burleigh señala como la razón principal de la suspensión del Aktion T-4 el inicio del programa Aktion 14f13 de exterminio de los prisioneros enfermos de los campos de concentración y en el que iban a intervenir los médicos y técnicos del T-4. Ya a principios de 1941 Himmler le había pedido permiso a Bouhler para usar los servicios de gasificación del T-4 y así eliminar a gran escala ese «lastre almacenado».
En noviembre de 1941 Franz Büchner, renombrado patólogo de la Universidad de Friburgo, realizó «el ataque más decidido al programa por parte de un médico durante la vigencia del Tercer Reich». En una conferencia se preguntó retóricamente sobre el juramento hipocrático: «¿El ser humano del futuro será valorado únicamente por su valor biológico?». Su respuesta fue inequívocamente negativa. «Todo médico que piense en términos hipocráticos rechazará la idea de que la vida de los enfermos incurables debería describirse, en el sentido de Binding y Hoche, como una vida indigna de ser vivida». El abogado Karl Binding y el psiquiatra forense Alfred Hoche eran los autores de un pequeño libro publicado en 1920 que defendía la eliminación de las personas que llevaban una «vida indigna de la vida» (Vernichtung lebensunwerten Lebens), que incluía a los enfermos incurables y a los retrasados mentales, argumentando, además de las razones de «higiene racial», que constituían una «existencia lastre» para la comunidad debido al alto coste que suponía cuidarlos y al gran número de camas de hospitales que ocupaban. Para Büchner, Binding y Hoche estaban abogando por la violación de la ética médica fundamental. «La vida es el único amo a quien debe servir el médico», concluyó Büchner.
Según Ian Kershaw, cuando se detuvo el programa en agosto ya habían sido asesinados más de los 70.000 pacientes previstos inicialmente, alcanzando posiblemente los 90.000. De hecho, Bouler se había ufanado ante Joseph Goebbels  en enero de 1941 de que ya habían asesinado a 40.000 enfermos mentales y que les quedaban 60.000 por eliminar. Por su parte Saul Friedländer afirma que fueron 70.000 los asesinados en los seis centros de exterminio entre el inicio de la guerra y agosto de 1941.

## La reanudación de las matanzas
Al suspenderse el programa T-4, los técnicos y médicos del mismo, encabezados por sus dos máximos responsables Philipp Bouhler y Viktor Brack, fueron enviados al Este para que aplicaran allí su experiencia en el uso de las cámaras de gas. También fue enviado al Este Albert Widmann, el inventor de la cámara de gas estándar empleada en el programa. Asimismo fue reclutado un gran número del personal de la T-4, entre ellos Christian Wirth, para poner en marcha la operación Reinhard (el exterminio de todos los judíos del Gobierno General), cuyo máximo responsable era el oficial de las SS Odilo Globocnik, y que sería el primer paso en el exterminio de los judíos de Europa. «La matanza pseudomédica acabó convirtiéndose en un aspecto integral del asesinato racial en masa», comenta Michael Burleigh.
Los médicos de la T-4 también participaron en el programa Aktion 14f13 de exterminio de los prisioneros de los campos de concentración que estaban enfermos de gravedad o muy débiles para poder trabajar y que colapsaban los bloques que servían de hospital. Por orden de Himmler los internos seleccionados, alrededor de 20.000, fueron enviados a los centros de exterminio de Bernburg, Hartheim o Sonnenstein donde murieron en las cámaras de gas ―a este último centro de exterminio llegaron los primeros prisioneros para ser asesinados; fue en abril de 1941, cuatro meses antes de la suspensión del Aktion T-4―.
De hecho los primeros internos de Auschwitz asesinados no murieron en sus instalaciones sino que fueron conducidos en tren a Sonnenstein donde fueron gaseados en julio de 1941. Se trataba de unos quinientos internos que estaban enfermos y habían dejado de ser útiles para trabajar. Un recluso polaco internado en Auschwitz por motivos políticos recordó más tarde cómo los engañaron: «Durante la revista vespertina se dijo que todo el que estuviese enfermo podría abandonar el lugar para curarse. Algunos presos lo creyeron, y todos se sentían esperanzados. Yo, sin embargo, no estaba demasiado convencido de las buenas intenciones de las SS». Este mismo recluso recordó también el traslado de los enfermos al tren que les esperaba: «Estaban agotados. No gozaban del menor atisbo de salud. Aquélla era una marcha de espectros. La fila la cerraban enfermeras con gente en camilla. El espectáculo era macabro. Nadie les lanzaba gritos ni se reía. Los enfermos estaban encantados y decían: “Por fin van a tener noticias mías mi esposa y mis hijos”».

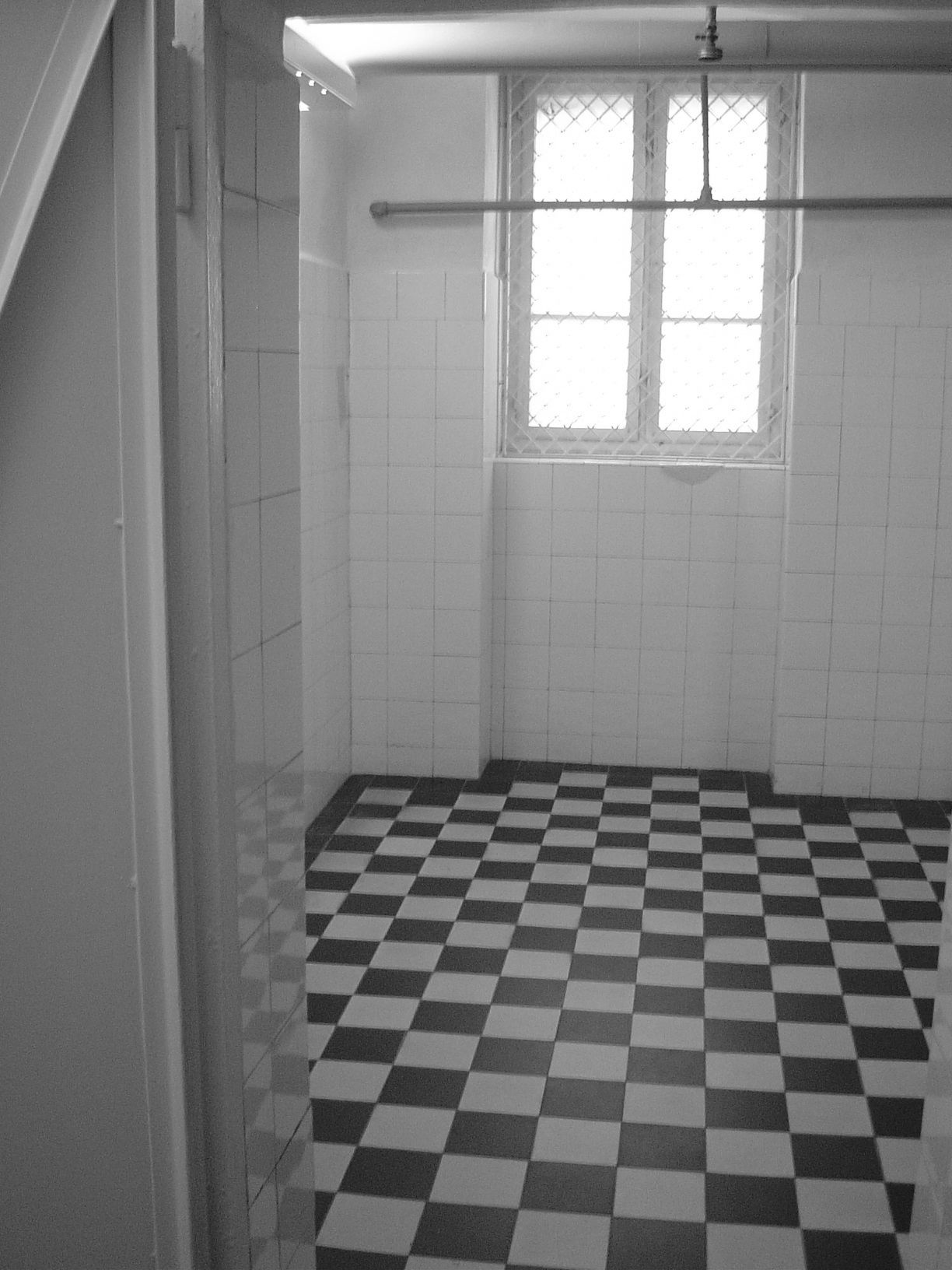
Cámara de gas del centro de exterminio nazi de Bernburg.

Por otro lado, la suspensión del Aktion T-4 no supuso en absoluto que los nazis abandonaron la idea de exterminar a los adultos discapacitados. Viktor Brack les aseguró a sus subordinados que «la “operación” no se ha acabado con la interrupción ocurrida en agosto de 1941, sino que continuará».  Así, para garantizar el secreto se aplicaron a los adultos los métodos de asesinato de los niños discapacitados ―las inyecciones letales o las inaniciones inducidas― y se amplió el número y variedad de los centros donde se cometían los crímenes. Por ejemplo, en Kaufbeuren-Irsee a los pacientes que no podían trabajar se les alimentaba con una «dieta básica» a base de hortalizas hervidas que les hacía enfermar a los pocos meses pues no contenía ni proteínas ni grasas. Entonces se les inyectaba una pequeña cantidad de sedante que acababa con ellos. En Eglfing-Harr, centro dirigido por el fanático nazi Hermann Pfannmüller, se aislaba a los pacientes destinados a morir en pabellones especiales que serían conocidos como «casas del hambre». El hambre y las inyecciones letales también se utilizaban para asesinar a los pacientes indisciplinados a juicio de los directores de los centros, al margen de las operaciones dirigidas por el cuartel general de la T-4 en Berlín.
Hacia finales de 1942 se ampliaron las categorías de víctimas que debían ser asesinadas para incluir también a los trabajadores extranjeros forzados, polacos sobre todo, que habían contraído enfermedades graves, físicas o mentales, o a los recién nacidos y niños pequeños cuyas madres, trabajadoras forzadas, se habían negado a abortar, o cuando uno de los dos progenitores era judío. Por otro lado, en 1944 y 1945 el programa de matanzas se intensificó y hubo algún caso de asesinato cometido cuando la guerra ya había concluido.
Los asesinatos de pacientes de los psiquiátricos se produjeron también fuera del primitivo Reich. Ya en 1939 y 1940 se habían extendido al Warthegau ―entre octubre de 1939 y mayo de 1940 se asesinó allí y en Prusia Oriental a unos diez mil pacientes―  y a partir de junio de 1941 a los territorios conquistados de la Unión Soviética en el curso de la Operación Barbarroja. Los Einsatzgruppen de la SS no sólo se ocuparon de exterminar a los judíos y a los miembros del Partido Comunista, sino que también asesinaron a los internos de los psiquiátricos, al principio por un disparo en la nuca, envenenándolos, privándolos de alimento o dejándolos a la intemperie para que murieran de frío. Más tarde, gracias al asesoramiento de los técnicos del programa Aktion T-4, en especial del químico Albert Widdman, los gasearon con monóxido de carbono en camionetas móviles que contaban con compartimentos herméticamente cerrados. Se estima que fueron asesinadas unas 10.000 personas en los territorios soviéticos ocupados.
Pero a pesar de que se tomaron medidas más estrictas para mantener el programa en secreto, no se pudo evitar que no se supiera que el programa había sido reanudado y de nuevo volvieron las críticas. El sínodo de la Iglesia Confesante reunido en Breslau en octubre de 1943 declaró públicamente: «La aniquilación de seres humanos, simplemente porque son parientes de un criminal, están viejos, son enfermos mentales o pertenecen a una raza extranjera, no es propia de la espada imperial que las autoridades han recibido de Dios». Por su parte, un grupo de obispos católicos intentaron protestar pero el cardenal Bertram, preocupado por volver a la tensión provocada por el sermón de Galen, eliminó la carta pastoral que habían escrito. Sin embargo, a principios de 1943 instaron a las instituciones benéficas católicas a que no proporcionaran listas de sus pacientes tal como había ordenado el Ministerio del Interior del Reich. El 29 de junio de 1943, el Papa Pío XII publicó la encíclica ‘’Mystici Corporis Christi’’, en la que condenaba la manera en que, en Alemania, «en ocasiones se ha privado de la vida a personas con malformaciones físicas, personas con trastornos mentales y personas con enfermedades hereditarias… La sangre de aquellos que son todos los casos los más caros a nuestro Salvador por merecer la piedad más grande clama de la tierra al Cielo». Tres meses después, los obispos alemanes leyeron desde el púlpito de las iglesias de todo el país una condena sin paliativos de la matanza de «los discapacitados psíquicos y los enfermos mentales inocentes e indefensos, de los enfermos incurables y los heridos de muerte, de los rehenes inocentes y de los prisioneros de guerra y los delincuentes desarmados, de las gentes de una raza o un origen extranjero». Sin embargo, las matanzas no se detuvieron.

## Juicios de Núremberg

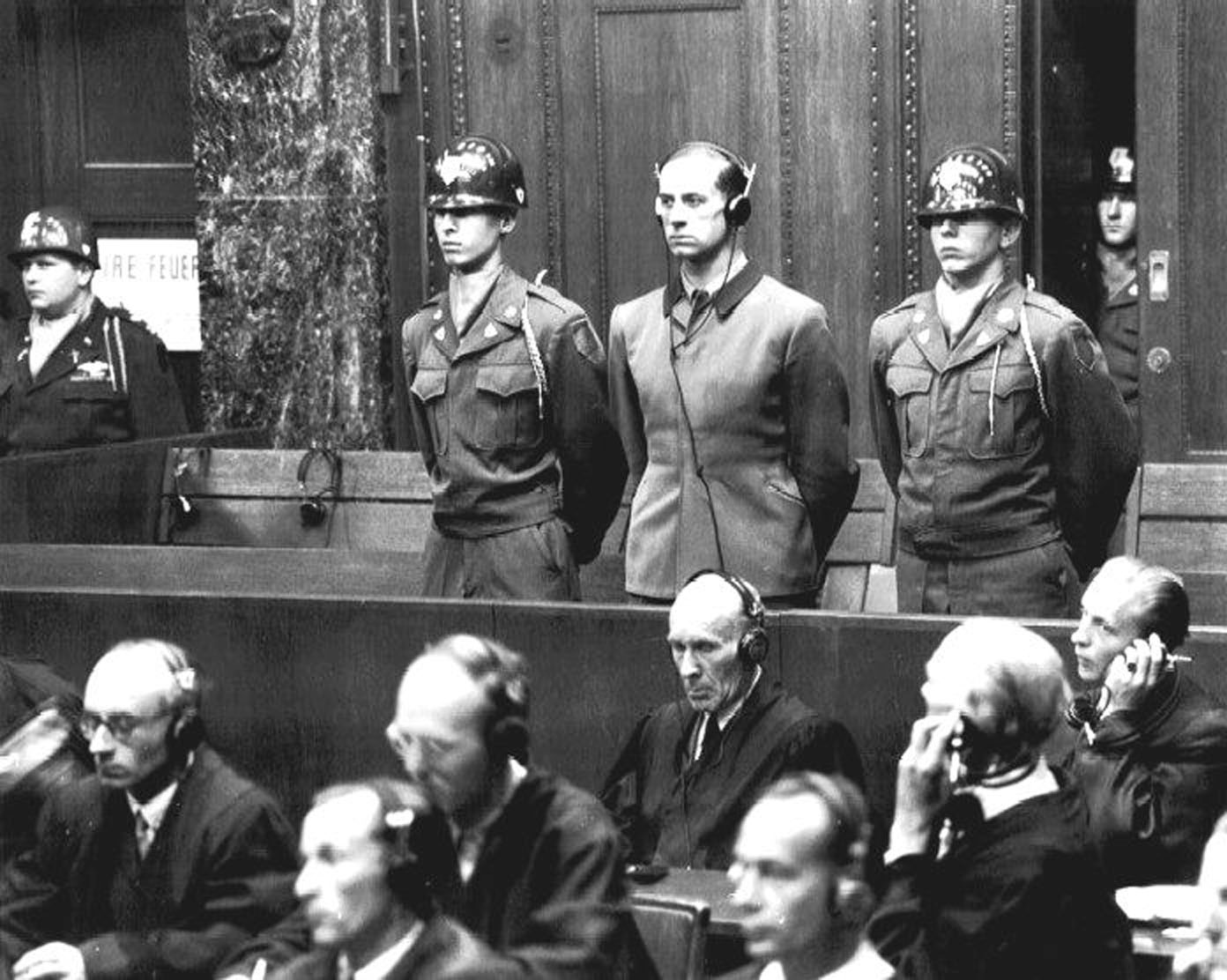
Karl Brandt durante el juicio de los doctores en Núremberg.

Tras el juicio de Núremberg contra los principales líderes nazis, las autoridades de ocupación estadounidenses celebraron doce juicios más contra nazis de menor grado. En el primero de ellos se procesó a los médicos nazis responsables de haber realizado experimentos crueles con seres humanos, de haber asesinado a enfermos y discapacitados en la operación «eutanasia» y de otros crímenes. Entre ellos se encontraban Viktor Brack y Karl Brandt, que fueron condenados a muerte y ejecutados. En otros procesos se juzgó y condenó a los médicos de los centros de exterminio que habían participado en el programa Aktion T-4, entre ellos Hermann Pfanmüller, al que solo le cayeron cinco años de prisión, y Friedrich Mennecke que fue condenado a muerte, pero se suicidó antes de que se ejecutara la sentencia.
En el procedimiento del Tribunal Militar Internacional de Núremberg (1945-1946), se calculó que el número total de víctimas era de 275.000 personas.